# Giovan Vettorio Soderini
Giovan Vettorio Soderini (Florença, 1526 — Volterra, 3 de março de 1596) foi um agrônomo italiano.

## Obras
- Breve descrizione delle pompa funerale fatte nell'esequie del gran duca Francesco Medici, ibid., 1587, in-4° ;
- Trattato di agricoltura, ibid., 1811, in-4° ;
- Delia coltura degli orti e giardini, ibid, 1814, in-4° ;
- Trattato degli alberi, ibid., 1817, in-4°.